# Női kajak egyes 500 méter a 2020. évi nyári olimpiai játékokon
A 2020. évi nyári olimpiai játékokon a kajak-kenu női kajak egyes 500 méteres versenyszámát 2021. augusztus 4-én és 5-én rendezték. Az aranyérmet az aktuális világbajnok Lisa Carrington nyerte Csipes Tamara előtt. A szám címvédője, Kozák Danuta a negyedik helyen végzett.

## Naptár
Az időpontok helyi idő szerint, zárójelben magyar idő szerint értendők.
| Dátum              | Időpont      | Forduló                 |
| ------------------ | ------------ | ----------------------- |
| 2021. augusztus 4. | 09:30 (2:30) | Előfutamok Negyeddöntők |
| 2021. augusztus 5. | 09:30 (2:30) | Elődöntők Döntők        |

## Eredmények

### Előfutamok
Az első három helyezett az elődöntőbe (SF) jutott, a többi versenyző a negyeddöntőbe (QF) került.

#### 1. futam
| Helyezés | Pálya | Név                        | Nemzet         | Idő      | Mj |
| -------- | ----- | -------------------------- | -------------- | -------- | -- |
| 1.       | 3     | Hermien Peters             | Belgium        | 1:47,959 | SF |
| 2.       | 2     | Teresa Portela             | Portugália     | 1:48,727 | SF |
| 3.       | 1     | Jule Hake                  | Németország    | 1:48,758 | SF |
| 4.       | 4     | Isabel Contreras           | Spanyolország  | 1:49,256 | QF |
| 5.       | 5     | Milica Novaković           | Szerbia        | 1:49,802 | QF |
| 6.       | 6     | Jin Meng-tie (Yin Mengdie) | Kína           | 1:52,760 | QF |
| 7.       | 7     | Emily Lewis                | Nagy-Britannia | 1:55,743 | QF |

#### 2. futam
| Helyezés | Pálya | Név                | Nemzet           | Idő      | Mj |
| -------- | ----- | ------------------ | ---------------- | -------- | -- |
| 1.       | 1     | Anja Osterman      | Szlovénia        | 1:49,402 | SF |
| 2.       | 3     | Justyna Iskrzycka  | Lengyelország    | 1:49,893 | SF |
| 3.       | 5     | Volha Hudzenka     | Fehéroroszország | 1:50,732 | SF |
| 4.       | 4     | Brenda Rojas       | Argentína        | 1:54,541 | QF |
| 5.       | 7     | Julija Jurijcsuk   | Ukrajna          | 1:57,532 | QF |
| 6.       | 6     | Francesca Genzo    | Olaszország      | 1:59,712 | QF |
| 7.       | 2     | Natalja Szergejeva | Kazahsztán       | 2:01,374 | QF |

#### 3. futam
| Helyezés | Pálya | Név                        | Nemzet                                 | Idő      | Mj |
| -------- | ----- | -------------------------- | -------------------------------------- | -------- | -- |
| 1.       | 5     | Linnea Stensils            | Svédország                             | 1:48,144 | SF |
| 2.       | 2     | Alyce Wood                 | Ausztrália                             | 1:48,572 | SF |
| 3.       | 1     | Caitlin Regal              | Új-Zéland                              | 1:50,297 | SF |
| 4.       | 7     | Špela Ponomarenko Janić    | Szlovénia                              | 1:50,498 | QF |
| 5.       | 4     | Szvetlana Csernyigovszkaja | Az Orosz Olimpiai Bizottság versenyzői | 1:52,311 | QF |
| 6.       | 3     | Manon Hostens              | Franciaország                          | 1:53,668 | QF |
| 7.       | 6     | Amira Kheris               | Algéria                                | 2:13,626 | QF |

#### 4. futam
| Helyezés | Pálya | Név               | Nemzet         | Idő      | Mj |
| -------- | ----- | ----------------- | -------------- | -------- | -- |
| 1.       | 4     | Kozák Danuta      | Magyarország   | 1:48,730 | SF |
| 2.       | 5     | Emma Jørgensen    | Dánia          | 1:49,231 | SF |
| 3.       | 7     | Alyssa Bull       | Ausztrália     | 1:49,416 | SF |
| 4.       | 2     | Michelle Russell  | Kanada         | 1:51,081 | QF |
| 5.       | 3     | Deborah Kerr      | Nagy-Britannia | 1:51,375 | QF |
| 6.       | 1     | Ana Roxana Lehaci | Ausztria       | 1:55,067 | QF |
| 7.       | 6     | Samaa Ahmed       | Egyiptom       | 2:13,007 | QF |

#### 5. futam
| Helyezés | Pálya | Név                         | Nemzet           | Idő      | Mj |
| -------- | ----- | --------------------------- | ---------------- | -------- | -- |
| 1.       | 2     | Csipes Tamara               | Magyarország     | 1:48,790 | SF |
| 2.       | 6     | Marina Litvincsuk           | Fehéroroszország | 1:49,606 | SF |
| 3.       | 1     | Marta Walczykiewicz         | Lengyelország    | 1:50,184 | SF |
| 4.       | 4     | Marija Povh                 | Ukrajna          | 1:50,489 | QF |
| 5.       | 5     | Anamaria Govorčinović       | Horvátország     | 1:52,015 | QF |
| 6.       | 7     | Huang Csie-ji (Huang Jieyi) | Kína             | 1:52,385 | QF |
| 7.       | 3     | Lize Broekx                 | Belgium          | 1:52,476 | QF |

#### 6. futam
| Helyezés | Pálya | Név                    | Nemzet                                 | Idő      | Mj |
| -------- | ----- | ---------------------- | -------------------------------------- | -------- | -- |
| 1.       | 4     | Lisa Carrington        | Új-Zéland                              | 1:48,463 | SF |
| 2.       | 2     | Sabrina Hering-Pradler | Németország                            | 1:49,932 | SF |
| 3.       | 3     | Viktoria Schwarz       | Ausztria                               | 1:51,750 | SF |
| 4.       | 6     | Kira Sztyepanova       | Az Orosz Olimpiai Bizottság versenyzői | 1:55,180 | QF |
| 5.       | 5     | Joana Vasconcelos      | Portugália                             | 1:57,513 | QF |
| 6.       | 1     | Anne Cairns            | Nyugat-Szamoa                          | 2:03,667 | QF |

### Negyeddöntők
Az első három helyezett az elődöntőbe (SF) jutott.

#### 1. negyeddöntő
| Helyezés | Pálya | Név              | Nemzet        | Idő      | Mj |
| -------- | ----- | ---------------- | ------------- | -------- | -- |
| 1.       | 4     | Isabel Contreras | Spanyolország | 1:51,235 | SF |
| 2.       | 3     | Manon Hostens    | Franciaország | 1:54,095 | SF |
| 3.       | 5     | Julija Jurijcsuk | Ukrajna       | 1:58,657 | SF |
| 4.       | 6     | Anne Cairns      | Nyugat-Szamoa | 2:02,525 |    |
| 5.       | 7     | Samaa Ahmed      | Egyiptom      | 2:06,033 |    |

#### 2. negyeddöntő
| Helyezés | Pálya | Név                        | Nemzet                                 | Idő      | Mj |
| -------- | ----- | -------------------------- | -------------------------------------- | -------- | -- |
| 1.       | 5     | Szvetlana Csernyigovszkaja | Az Orosz Olimpiai Bizottság versenyzői | 1:49,323 | SF |
| 2.       | 7     | Lize Broekx                | Belgium                                | 1:49,336 | SF |
| 3.       | 4     | Brenda Rojas               | Argentína                              | 1:51,822 | SF |
| 4.       | 2     | Emily Lewis                | Nagy-Britannia                         | 1:51,996 |    |
| 5.       | 6     | Ana Roxana Lehaci          | Ausztria                               | 1:53,378 |    |
| 6.       | 3     | Joana Vasconcelos          | Portugália                             | 1:56,622 |    |

#### 3. negyeddöntő
| Helyezés | Pálya | Név                         | Nemzet                                 | Idő      | Mj |
| -------- | ----- | --------------------------- | -------------------------------------- | -------- | -- |
| 1.       | 6     | Jin Meng-tie (Yin Mengdie)  | Kína                                   | 1:49,268 | SF |
| 2.       | 4     | Špela Ponomarenko Janić     | Szlovénia                              | 1:49,680 | SF |
| 3.       | 3     | Deborah Kerr                | Nagy-Britannia                         | 1:50,133 | SF |
| 4.       | 5     | Kira Sztyepanova            | Az Orosz Olimpiai Bizottság versenyzői | 1:52,190 |    |
| 5.       | 2     | Huang Csie-ji (Huang Jieyi) | Kína                                   | 1:52,689 |    |
| 6.       | 7     | Natalja Szergejeva          | Kazahsztán                             | 1:55,776 |    |

#### 4. negyeddöntő
| Helyezés | Pálya | Név                   | Nemzet       | Idő      | Mj |
| -------- | ----- | --------------------- | ------------ | -------- | -- |
| 1.       | 3     | Milica Novaković      | Szerbia      | 1:49,348 | SF |
| 2.       | 5     | Marija Povh           | Ukrajna      | 1:50,769 | SF |
| 3.       | 4     | Michelle Russell      | Kanada       | 1:51,375 | SF |
| 4.       | 6     | Anamaria Govorčinović | Horvátország | 1:53,967 |    |
| 5.       | 2     | Francesca Genzo       | Olaszország  | 2:01,744 |    |
| 6.       | 7     | Amira Kheris          | Algéria      | 2:07,548 |    |

### Elődöntők
Az első két helyezett az A-döntőbe (FA), harmadik és negyedik a B-döntőbe (FB), az ötödik és hatodik helyezett pedig a C-döntőbe (FC).

#### 1. elődöntő
| Helyezés | Pálya | Név               | Nemzet         | Idő      | Mj |
| -------- | ----- | ----------------- | -------------- | -------- | -- |
| 1.       | 4     | Csipes Tamara     | Magyarország   | 1:51,698 | FA |
| 2.       | 6     | Hermien Peters    | Belgium        | 1:52,829 | FA |
| 3.       | 5     | Caitlin Regal     | Új-Zéland      | 1:53,495 | FB |
| 4.       | 3     | Justyna Iskrzycka | Lengyelország  | 1:53,899 | FB |
| 5.       | 7     | Lize Broekx       | Belgium        | 1:54,489 | FC |
| 6.       | 2     | Isabel Contreras  | Spanyolország  | 1:54,535 | FC |
| 7.       | 1     | Deborah Kerr      | Nagy-Britannia | 1:55,955 |    |

#### 2. elődöntő
| Helyezés | Pálya | Név                                     | Nemzet           | Idő      | Mj |
| -------- | ----- | --------------------------------------- | ---------------- | -------- | -- |
| 1.       | 4     | Kozák Danuta                            | Magyarország     | 1:52,016 | FA |
| 2.       | 3     | Teresa Portela                          | Portugália       | 1:52,557 | FA |
| 3.       | 6     | Volha Hudzenka                          | Fehéroroszország | 1:52,755 | FB |
| 4.       | 1     | Marija Povh                             | Ukrajna          | 1:53,659 | FB |
| 5.       | 5     | Marina Litvincsuk                       | Fehéroroszország | 1:56,386 | FC |
| 6.       | 2     | Viktoria Schwarz                        | Ausztria         | 1:56,475 | FC |
| 7.       | 7     | Jin Meng-tie (Yin MengdieYin Mengdie]]) | Kína             | 1:56,977 |    |
| 8.       | 8     | Julija Jurijcsuk                        | Ukrajna          | 2:03,303 |    |

#### 3. elődöntő
| Helyezés | Pálya | Név                        | Nemzet                                 | Idő      | Mj |
| -------- | ----- | -------------------------- | -------------------------------------- | -------- | -- |
| 1.       | 4     | Linnea Stensils            | Svédország                             | 1:51,902 | FA |
| 2.       | 3     | Emma Jørgensen             | Dánia                                  | 1:52,931 | FA |
| 3.       | 6     | Marta Walczykiewicz        | Lengyelország                          | 1:53,860 | FB |
| 4.       | 5     | Sabrina Hering-Pradler     | Németország                            | 1:54,140 | FB |
| 5.       | 2     | Jule Hake                  | Németország                            | 1:54,341 | FC |
| 6.       | 1     | Špela Ponomarenko Janić    | Szlovénia                              | 1:54,710 | FC |
| 7.       | 8     | Michelle Russell           | Kanada                                 | 1:55,549 |    |
| 8.       | 7     | Szvetlana Csernyigovszkaja | Az Orosz Olimpiai Bizottság versenyzői | 1:56,066 |    |

#### 4. elődöntő
| Helyezés | Pálya | Név              | Nemzet        | Idő      | Mj |
| -------- | ----- | ---------------- | ------------- | -------- | -- |
| 1.       | 5     | Lisa Carrington  | Új-Zéland     | 1:51,680 | FA |
| 2.       | 3     | Alyce Wood       | Ausztrália    | 1:53,079 | FA |
| 3.       | 2     | Milica Novaković | Szerbia       | 1:53,149 | FB |
| 4.       | 6     | Alyssa Bull      | Ausztrália    | 1:54,038 | FB |
| 5.       | 4     | Anja Osterman    | Szlovénia     | 1:54,235 | FC |
| 6.       | 7     | Manon Hostens    | Franciaország | 1:57,394 | FC |
| 7.       | 1     | Brenda Rojas     | Argentína     | 1:58,301 |    |

### Döntők

#### C-döntő
| Helyezés | Pálya | Név                     | Nemzet           | Idő      | Mj |
| -------- | ----- | ----------------------- | ---------------- | -------- | -- |
| 17.      | 3     | Anja Osterman           | Szlovénia        | 1:55,051 |    |
| 18.      | 4     | Jule Hake               | Németország      | 1:55,638 |    |
| 19.      | 2     | Isabel Contreras        | Spanyolország    | 1:55,728 |    |
| 20.      | 1     | Špela Ponomarenko Janić | Szlovénia        | 1:56,066 |    |
| 21.      | 5     | Lize Broekx             | Belgium          | 1:56,842 |    |
| 22.      | 6     | Marina Litvincsuk       | Fehéroroszország | 1:57,057 |    |
| 23.      | 8     | Manon Hostens           | Franciaország    | 1:58,133 |    |
| 24.      | 7     | Viktoria Schwarz        | Ausztria         | 1:59,475 |    |

#### B-döntő
| Helyezés | Pálya | Név                    | Nemzet           | Idő      | Mj |
| -------- | ----- | ---------------------- | ---------------- | -------- | -- |
| 9.       | 5     | Caitlin Regal          | Új-Zéland        | 1:53,681 |    |
| 10.      | 1     | Sabrina Hering-Pradler | Németország      | 1:53,919 |    |
| 11.      | 2     | Justyna Iskrzycka      | Lengyelország    | 1:54,086 |    |
| 12.      | 3     | Milica Novaković       | Szerbia          | 1:54,458 |    |
| 13.      | 4     | Marta Walczykiewicz    | Lengyelország    | 1:55,659 |    |
| 14.      | 6     | Volha Hudzenka         | Fehéroroszország | 1:55,933 |    |
| 15.      | 7     | Marija Povh            | Ukrajna          | 1:56,429 |    |
| 16.      | 8     | Alyssa Bull            | Ausztrália       | 1:56,799 |    |

#### A-döntő
| Helyezés | Pálya | Név             | Nemzet       | Idő      | Mj |
| -------- | ----- | --------------- | ------------ | -------- | -- |
| Arany    | 3     | Lisa Carrington | Új-Zéland    | 1:51,216 |    |
| Ezüst    | 5     | Csipes Tamara   | Magyarország | 1:51,855 |    |
| Bronz    | 1     | Emma Jørgensen  | Dánia        | 1:52,773 |    |
| 4.       | 6     | Kozák Danuta    | Magyarország | 1:53,414 |    |
| 5.       | 4     | Linnea Stensils | Svédország   | 1:53,600 |    |
| 6.       | 2     | Hermien Peters  | Belgium      | 1:53,716 |    |
| 7.       | 7     | Teresa Portela  | Portugália   | 1:55,814 |    |
| 8.       | 8     | Alyce Wood      | Ausztrália   | 1:57,251 |    |